# Haenyeo
Haenyeo (kor. 해녀, pol. kobiety morza) – grupa kilku tysięcy kobiet mieszkających na południowokoreańskiej wyspie Czedżu, zajmujących się połowem owoców morza w Morzu Żółtym.
Kobiety haenyeo polują na ośmiornice, jeżowce i ślimaki morskie, nurkując na głębokość 20–30 m bez butli z powietrzem, a wyposażone jedynie w płetwy, gogle i rękawice. Nurkowania trwają 2–3 min, a są one wykonywane przez 5–7 h, co pozwala złowić ok. 30 kg owoców morza. Zgodnie z południowokoreańskim prawem czas pracy haenyeo ograniczono ze względu na ochronę wód przed przełowieniem do 12 dni w miesiącu, każde zejście pod wodę musi odbywać się w grupie, a każda z haenyeo musi należeć do jednej ze 100 spółdzielni. Średnia wieku kobiet haenyeo wynosi 60 lat, przy czym 98% ma więcej niż 50 lat.
Niejasne są przyczyny całkowitej feminizacji tego zawodu na Czedżu, jednak może to być związane z decyzją władz koreańskich z XIX wieku, które nałożyły duże obciążenia podatkowe na mężczyzn zajmujących się nurkowaniem. Kolejnym czynnikiem sprzyjającym temu zjawisku była japońska okupacja, podczas której wielu mężczyzn z Czedżu zostało wysłanych na przymusowe roboty do Japonii, a kobiety stały się głównymi żywicielkami rodzin.
Od drugiej połowy XX w. następuje stopniowy spadek liczebności haenyeo, wywołany malejącym zainteresowaniem tym zawodem. Jest to spowodowane niebezpiecznym i wymagającym charakterem pracy i zarobkami jedynie w wysokości średniej krajowej pensji, a także zwiększonym ryzykiem rozwoju takich schorzeń jak choroby płuc, bóle głowy, bóle stawów, problemy ze słuchem, udary i tętniaki (syndrom jamsu-byeong).
W celu uratowania zawodu przed zaniknięciem władze południowokoreańskie finansują zakup kombinezonów do nurkowania i tlenoterapię oraz współfinansują ubezpieczenie zdrowotne i wypadkowe. Ponadto w 2007 roku na wyspie powstała państwowa szkoła przygotowującą do zawodu Hansupul Haenyeo School, istnieje także Haenyeo Museum. Poławiaczki haenyeo zostały wpisane na listę niematerialnego dziedzictwa kulturowego UNESCO.